# 金魚俱樂部
金魚俱樂部是NHK所播出的電視劇，2011年7月23日在NHK綜合頻道首播。原作是獲得NHK大獎的同名手機小說改編，由作家椿花所著。入江甚儀與刈谷友衣子首次演出電視劇男女主角。

## 概要
高三的柊春（入江甚儀飾）在學校人氣十足，卻對異性始終不感興趣。無意間連續看見高一的學妹春川琴（刈谷友衣子飾）被同為一年級的同班同學欺負，仔細了解後才發現因為琴的家庭環境不正常，所以被歧視、欺凌。對缺少依靠的琴，春決定伸出援手，陪她四處散步、談心以紓解她的不愉快。一次撈金魚的遊戲中他們得到了金魚，最後決定安放在「秘密基地」並養著，藉由金魚組成了屬於兩人的俱樂部，而每天都要聚會。之後，春與琴的距離因此漸漸拉近……

## 人物介紹

### 主要人物
柊 春 - 入江甚儀 飾
高校三年一組，前籃球社成員，總是沒什麼情緒，個性很沉穩的人。
似乎有許多人在注意他，但他對異性不太關心。
春川 琴 - 刈谷友衣子 飾
高校一年四組，因為她的家庭關係，使得她時常被欺負。母親只要帶著男友回家，就會遠離他們。
木田 香代子 - 水野繪梨奈 飾
高校三年一組，學生會副會長，春的同班同學，愛慕著春。
柳橋 翔 - 吉澤亮 飾
高校三年一組，足球社副社長，與春是最要好的朋友，個性比春活潑，心裡暗戀著香代子。
本井 孝哉 - 栗原吾郎 飾
學級委員長，琴的同班同學，喜歡琴。

### 其他高校生
- 上野 沙織 - 中山繪梨奈 飾

高校一年四組，琴的同班同學，經常欺負琴。
- 曾我部 奈奈 - 指出瑞貴 飾

高校一年四組，琴的同班同學，經常欺負琴。
- 宍戶 希美香 - 佐野愛里紗 飾

高校一年四組，琴的同班同學，經常欺負琴。
- 桐ケ谷 茜 - 尾崎千瑛 飾

高校一年四組，琴的同班同學，對琴相當友善，常會幫助她。
- 間宮 純矢 - 矢崎廣 飾

高校畢業生，籃球社社長，因為誤會而與春不和。
- 亞矢 - 坂田志櫻里 飾

高校畢業生，籃球社的經理，雖然與社長純矢進一步交往，但同時也對春有好感。
- 水木 洋三 - 麿赤兒 飾

學校的工友，與春談論秘密的事。

### 其他
- 柊 友惠 - 遊井亮子 飾

春的繼母，沒有血緣關係。
- 春川 麗子 - 喜多嶋舞 飾

琴的母親，不喜歡琴，在酒店工作。
- 佐伯 三郎 - 中野剛 飾

春的母親麗子的男友。

## 各集內容
第1回 
第2回 
第3回 
第4回 
第5回 
第6回 
第7回 
第8回 
第9回 
最終回 

## 製作人員
- 原作:椿花
- 編劇:橫田理惠
- 音樂:內池秀和
- 導演:一色隆司、梛川善郎
- 主要製作:岡本幸惠、菓子浩
- 製作:NHK
- 製作・著作:NHK

## 樂曲
主題曲
- 超新星

插入曲
- GIRL NEXT DOOR 「Pure」

## 收視率
- 第2回因為報導新潟縣、福島縣會津藩地區豪雨的相關消息，播出時間延後五分鐘，為23:35~0:05(JST)。
- 第7回因為播放特集而順延一週。
- 第8回播出時間為23:40~0:10(JST)。

| 第1回                                                       | 2011年7月23日 |  | 孤獨的天使     | 一色隆司 | 2.7% |
| 第2回                                                       | 2011年7月30日 |  | 祕密的家       | 一色隆司 | 3.5% |
| 第3回                                                       | 2011年8月6日  |  | 兩個人的社團   | 一色隆司 | 2.6% |
| 第4回                                                       | 2011年8月13日 |  | 違背心意的決定 | 一色隆司 | 1.7% |
| 第5回                                                       | 2011年8月20日 |  | 淚光閃閃       | 一色隆司 | 1.2% |
| 第6回                                                       | 2011年8月27日 |  | 隱藏的惡念     | 一色隆司 | 1.8% |
| 第7回                                                       | 2011年9月10日 |  | 守護之事       | 梛川善郎 | 2.5% |
| 第8回                                                       | 2011年9月17日 |  | 破碎的心       | 梛川善郎 | 2.3% |
| 第9回                                                       | 2011年9月24日 |  | 真實的心意     | 梛川善郎 | 2.2% |
| 最終回                                                      | 2011年10月1日 |  | 就是離不開你   | 梛川善郎 | 2.4% |
| 平均收視率 2.29%（收視率為關東地區•Video Research公司調查） |               |  |                |          |      |

## 備註
- 該劇有解說放送人員神田愛花（第6回由塚原愛代班），於後十分鐘發表觀眾意見、與來賓對談以及針對劇情內的問題投票，並公佈結果，被取名為「金魚的尾巴」單元。
- NHK於2011年7月24日12時終止使用NTSC制式(除岩手縣、宮城縣、福島縣)，所以第一回仍然以NTSC制式播出。

## 外部連結
- （日語） 官方網站

| 日本NHK綜合頻道 手機小說系列                    | 日本NHK綜合頻道 手機小說系列         | 日本NHK綜合頻道 手機小說系列 |
| ----------------------------------------------- | ------------------------------------ | ---------------------------- |
|                                                 | 金魚俱樂部 （2011.7.23 - 2011.10.1） |                              |
| 激戀～命運的愛的故事～ （2010.4.9 - 2010.5.28） | -                                    |                              |

| 日本NHK綜合頻道 週六23:30時段     | 日本NHK綜合頻道 週六23:30時段                                                                                            | 日本NHK綜合頻道 週六23:30時段 |
| --------------------------------- | --- | ----------------------------- |
|                                   | 金魚俱樂部 （2011.7.23 - 2011.10.1）                                                                                     |                               |
| サラメシ （2011.5.7 - 2011.7.16） | 每月第一週=松本人志のコントMHK （2011.11.5 - 2012.3.3） 每月第一週以外=祝女〜shukujo〜 第三季 （2011.10.15 - 2012.2.25） |                               |